# Вышгородский съезд
Вышгородский съезд — съезд русских князей, состоявшийся в 1072 году в Вышгороде.
Трое старших Ярославичей — Изяслав Ярославич, Святослав Ярославич и Всеволод Ярославич, — которые совместно правили Русью, собрались в Вышгороде по случаю церемонии перенесения мощей Бориса и Глеба в недавно построенную церковь. Некоторые историки полагают, что именно в том году Борис и Глеб были провозглашены первыми русскими святыми.
В Вышгородском съезде принимали участие митрополит, высшие церковные сановники и бояре, близкие к Ярославичам. Сам съезд и перенесения мощей, наверное, должны были символизировать единение Ярославичей, триумвират которых уже тогда начал раскалываться.
Авторитеты в области древнерусского права (М. Н. Тихомиров, С. В. Юшков, Л. В. Черепнин) считают, что на съезде в Вышгороде была утверждена «Правда Ярославичей».